# Rotingdorf
Rotingdorf ist ein Ortsteil von Werther (Westf.) im nordrhein-westfälischen Kreis Gütersloh. Rotingdorf ist Namensgeber für die gleichnamige Brauerei.

## Geschichte
Vom Mittelalter bis zur Franzosenzeit war Rotingdorf eine Bauerschaft der Vogtei Werther im Amt Sparrenberg der Grafschaft Ravensberg. Von 1807 bis 1810 gehörte Rotingdorf zum Kanton Werther im Departement der Weser des Königreichs Westphalen und von 1811 bis 1813 zur Mairie (Bürgermeisterei) Werther im Département der oberen Ems des Kaiserreichs Frankreich. Nach der napoleonischen Niederlage fiel Rotingdorf 1813 zurück an Preußen und kam 1816 zum neuen Kreis Halle. Im Kreis Halle gehörte die Gemeinde Rotingdorf zum Amt Werther.
Rotingdorf wurde durch das Bielefeld-Gesetz vom 24. Oktober 1972 mit Wirkung vom 1. Januar 1973 in die Stadt Werther eingegliedert.

### Einwohnerentwicklung
Nachfolgend dargestellt ist die Einwohnerentwicklung von Rotingdorf in der Zeit als selbständige Gemeinde. In der Tabelle werden auch die Einwohnerzahlen von 1970 (Volkszählungsergebnis) und 1972 angegeben.

Bevölkerungsentwicklung in Rotingdorf
zwischen 1817 und 1965

| Jahr | Einwohner |
| ---- | --------- |
| 1799 | 375       |
| 1817 | 501       |
| 1900 | 456       |
| 1939 | 317       |
| 1946 | 490       |
| 1961 | 330       |
| 1965 | 343       |
| 1970 | 322       |
| 1972 | 340       |